# Sbrinz

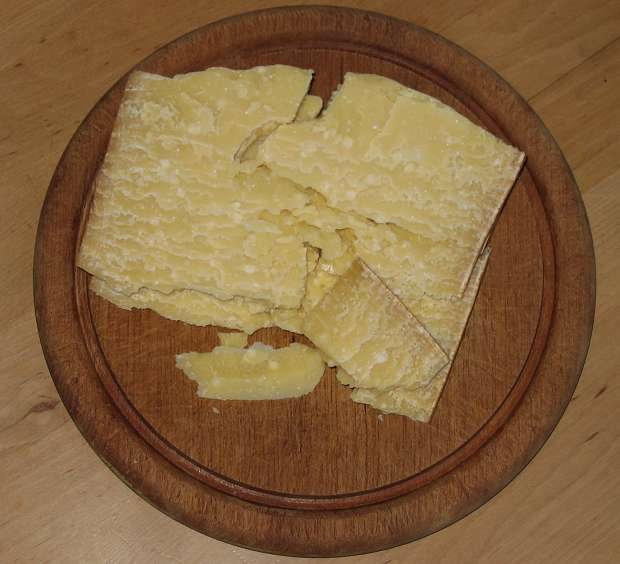
Sbrinz

Sbrinz – ser szwajcarski, podpuszczkowy, o zdecydowanym zapachu i pikantnym smaku.
Produkowany w centralnej Szwajcarii, łącznie w 42 mleczarniach. Jeden z najstarszych serów szwajcarskich, datowany na czasy rzymskie, wzmianki historyczne datowane na 70 r. p.n.e. oraz ok. 1200 r. n.e. Uważa się go za "ojca serów twardych w Europie", zbliżony do Parmigiano Reggiano. Dojrzewa 2-4 lata w kręgach o średnicy około 50 cm i 5 cm grubości. Twardy; utarty używany w kuchni szwajcarskiej i włoskiej.